# Mika Lintilä

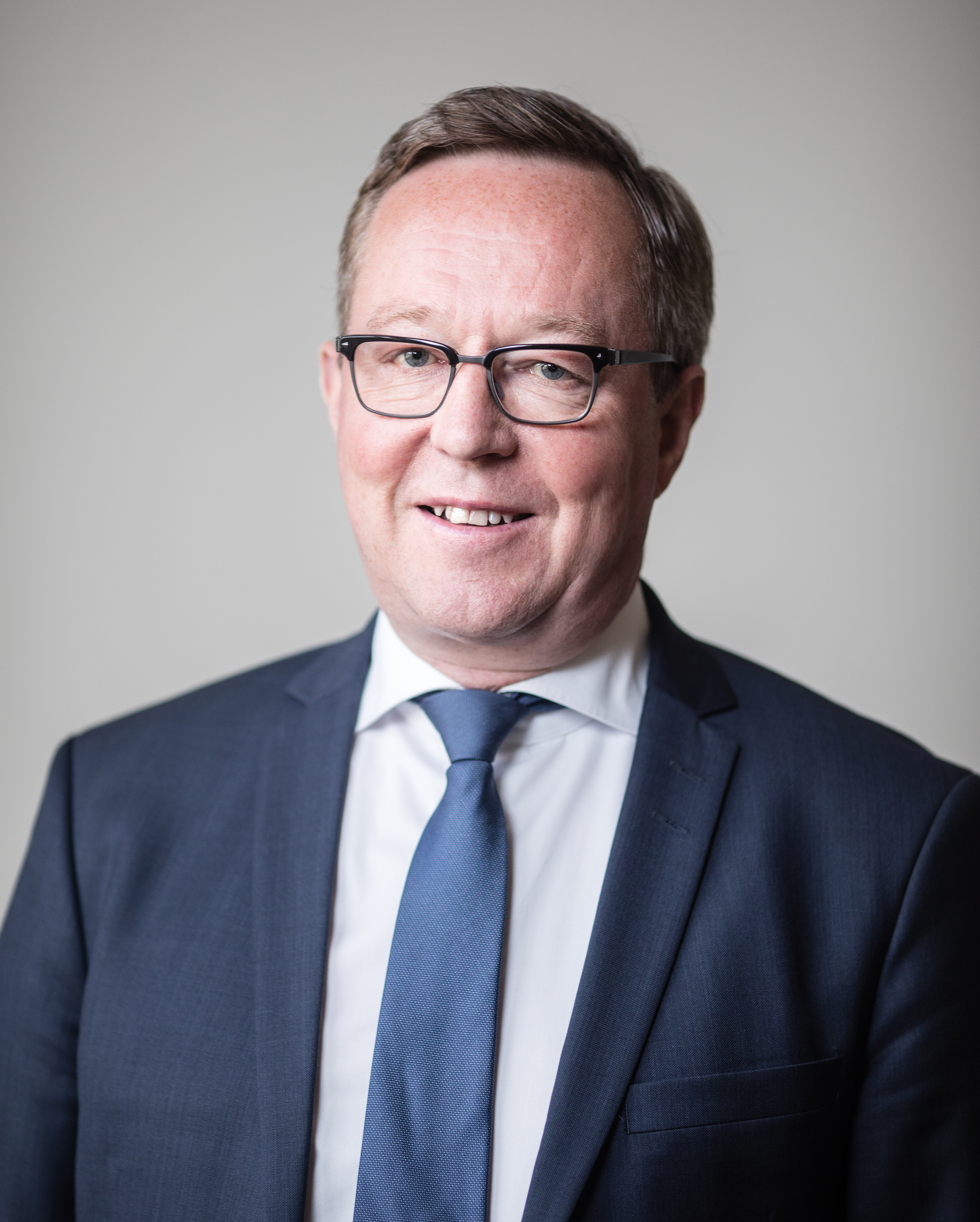
Mika Lintilä (2019)

Mika Tapani Lintilä (* 15. April 1966 in Toholampi) ist ein finnischer Politiker der Zentrumspartei. Er ist seit März 1999 Mitglied des finnischen Parlaments.
Lintilä war von Dezember 2016 bis Juni 2019 Wirtschaftsminister im Kabinett Sipilä und anschließend von Juni 2019 bis Dezember 2019 Finanzminister im Kabinett Rinne. Seit dem 10. Dezember 2019 übt Lintilä im Kabinett Marin wieder das Amt des Wirtschaftsministers aus.